# Habib Kazdaghli
Habib Kazdaghli (Hammamet, 18 de agosto de 1955) es un historiador tunecino investigador en historia contemporánea . 

## Biografía
Estudió en la Facultad de Ciencias Humanas y Sociales de Túnez, obtuvo una maestría en historia en 1978 y un diploma de estudios avanzados en 1980 . En 1988, defendió una tesis doctoral de posgrado en historia contemporánea y aprobó su tesis de habilitación en 1999.
Empezó en la enseñanza como profesor en varias escuelas secundarias en Túnez y posteriormente trabajó como asistente en la Facultad de letras, artes y humanidades de La Manouba entre 1989 y 1999 . En enero de 2000, se convirtió en docente y en profesor universitario a partir de octubre de 2004.
Fue responsable de la unidad de historia oral en el Instituto Superior de Historia del Movimiento Nacional  de Túnez de enero de 1992 a junio de 1997 , de la unidad de investigación "Historia de la memoria" de 1996 a 1999, del equipo de "Historia de la memoria" en el laboratorio de investigación "Regiones y recursos patrimoniales"  y presidente del comité científico del Premio Ibn Khaldoun.
Profesor visitante en varias universidades europeas y norteamericanas, fue elegido Decano de la Facultad de Letras, Artes y Humanidades de La Manouba en junio de 2011, cargo que ocupó hasta 2017 . En noviembre de 2017 fue candidato a rector de la Universidad de La Manouba. Terminó en tercera posición en la primera vuelta, lo que le impidió estar presente en la segunda vuelta.
Amenazado por un grupo de estudiantes salafistas, se convirtió en uno de los símbolos de la lucha contra el niqab en el espacio universitario. En octubre de 2012, se realizó un llamamiento a una manifestación solidaria para apoyarlo tras las acusaciones de estudiantes islamistas: cien personas, activistas de derechos humanos y líderes políticos, estuvieron presentes el día de su juicio para mostrar su apoyo.
En 2013, ganó la demanda presentada contra él por dos estudiantes islamistas a quienes había excluido de los cursos por usar un niqab. Unos meses más tarde, pidió al presidente Moncef Marzouki que respetara a las instituciones universitarias cuando el presidente defendió a las estudiantes con niqab.
El 9 de junio de 2014 presentó una queja contra unas veinte personas que obstaculizaron a los jefes de departamento.
Conmemorando el Día Internacional de la No Violencia, inauguró el 4 de octubre de 2016 la Facultad de Letras, Artes y Humanidades de La Manouba, el Parque Mohamed-Brahmi y un busto en memoria de Mahatma Gandhi.
El 7 de marzo de 2017 se inauguró una placa conmemorativa de los eventos de marzo de 2012 en los que un salafista bajó la bandera tunecina para izar en su lugar la bandera de la internacional islamista.

## Honores
- Doctor honoris causa de la Universidad Paris-X Nanterre (2014);[16][17]
- Premio del "Coraje de pensar" (Ámsterdam, 2014);[18]
- Comendador de la Orden del León de Oro de Alejandría (Egipto, 2014);[19]
- Comendador de la Orden de la Libertad (Portugal, 2015);[20]
- Distinción Pro Facultate Philosophiae de la Universidad de Szeged (Hungría, 2016);[21]
- Premio del Presidente de la República de Túnez de la excepción cultural (2017);[22]
- Oficial de la Orden de las Palmas Académicas (Francia, 2020).[23]

## Publicaciones principales
- La Tunisie de l'après-guerre : 1945-1950 (ouvrage collectif), éd. Institut supérieur d'histoire du mouvement national, Tunis, 1991
- (en árabe) Évolution du mouvement communiste en Tunisie : 1919-1943 (تطور الحركة الشيوعية في تونس : 1919 - 1943‎), éd. Publications de la faculté des lettres de La Manouba, La Manouba, 1992
- Documents écrits et oraux sur le mouvement national tunisien (avec Abdelmajid Kraïem), éd. Publications de l'Institut supérieur d'histoire du mouvement national, Tunis, 1993
- Mémoires de femmes : Tunisiennes dans la vie publique, 1920-1960 [sous la dir. de], éd. MédiaCom, Tunis, 1993[24]
- Histoire communautaire, histoire plurielle : la communauté juive de Tunisie (ouvrage collectif), éd. Centre de publication universitaire, Tunis, 1999
- Les communautés méditerranéennes de Tunisie (ouvrage collectif), éd. Centre de publication universitaire, Tunis, 2006
- Le tourisme dans l’Empire français. Politiques, pratiques et imaginaires (XIXe-XXe siècles) [sous la dir. de], éd. Publications de la Société française d’histoire d’outre-mer, Paris, 2009[25]
- Abdelhamid Ben Mustapha. Écrits, hommages et témoignages, éd. Rosa Luxemburg Stiftung, Tunis, 2017[26]